# Bürger Union für Südtirol
Pour les articles homonymes, voir Bürger.
L’Union des citoyens pour le Tyrol du Sud (en allemand : BürgerUnion für Südtirol, en italien : Unione dei cittadini per il Sudtirolo) est un parti politique ethnique italien, qui défend la population germanophone et ladinophone du Haut-Adige.

## Historique
Le parti est créé en 1989 sous le nom d’Union pour le Tyrol du Sud autour d'Alfons Benedikter, dissident du Parti populaire sud-tyrolien (SVP).
Il est membre de l’Alliance libre européenne jusqu'à son exclusion en 2008 à la suite de son refus de ratifier une déclaration contre l'islamophobie.
En 2003, l'Union obtient deux sièges, sur 35, au conseil de la province autonome de Bolzano. Lors des élections provinciales de 2008, elle n'obtient que 7 048 voix	(2,3 %) et 1 élu, Andreas Pöder, résultat qu'elle confirme en 2013 malgré son alliance avec Ladins Dolomites et Wir Südtiroler, avec 6 065 voix, soit 2,10 %. Il se présente seul lors des élections du 21 octobre 2018 où il obtient 1,29 % des voix et aucun élu.